# Gyeongbu Expressway
De Gyeonbu Expressway (Hangul: 경부 고속도로, Gyeongbu Gosok Doro) is de oudste en drukste autosnelweg van Zuid-Korea. De weg loopt van de hoofdstad Seoel in het noordwesten naar de havenstad Busan in het zuidoosten. De totale lengte van de weg, die in de jaren 70 gebouwd is, is 428 kilometer.
De Gyeongbu Expressway is onderdeel van de Aziatische weg 1, een AH-weg van Japan naar Turkije.
1 / Gyeongbu Expressway ·
10 / Namhae Expressway ·
12 / Muan–Gwangju Expressway ·
12 / Gwangju–Daegu Expressway ·
14 / Hamyang–Ulsan Expressway ·
15 / Seohaean Expressway ·
16 / Ulsan Expressway ·
17 / Iksan–Pyeongtaek Expressway ·
17 / Pyeongtaek–Paju Expressway ·
20 / Saemangeum–Pohang Expressway ·
25 / Honam Expressway ·
25 / Nonsan–Cheonan Expressway ·
27 / Suncheon–Wanju Expressway ·
29 / Sejong–Pocheon Expressway ·
30 / Seosan–Yeongdeok Expressway ·
32 / Dangjin–Cheongju Expressway ·
35 / Tongyeong–Daejeon Expressway ·
35 / Jungbu Expressway ·
37 / Second Jungbu Expressway ·
40 / Pyeongtaek–Jecheon Expressway ·
45 / Jungbu Naeryuk Expressway ·
50 / Yeongdong Expressway ·
52 / Gwangju–Wonju Expressway ·
55 / Jungang Expressway ·
60 / Seoul–Yangyang Expressway ·
65 / Donghae Expressway ·
100 / Capital Region First Ring Expressway ·
102 / Namhae Expressway Branch 1 ·
104/ Namhae Expressway Branch 2 ·
105/ Namhae Expressway Branch 3 ·
110/ Second Gyeongin Expressway ·
120/ Gyeongin Expressway ·
130/ Incheon International Airport Expressway ·
151/ Seocheon–Gongju Expressway ·
153/ Pyeongtaek–Siheung Expressway ·
171/ Osan–Hwaseong Expressway ·
171/ Yongin–Seoul Expressway ·
173/ Iksan–Pyeongtaek Expressway Branch ·
202/ Saemangeum–Pohang Expressway Branch (Pohang) ·
204/ Saemangeum–Pohang Expressway Branch (Iksan-Wanju) ·
251/ Honam Expressway Branch ·
253/ Gochang–Damyang Expressway ·
255/ Gangjin–Gwangju Expressway ·
292/ Sejong–Pocheon Expressway Osong Branch ·
300/ Daejeon Southern Ring Expressway ·
301/ Sangju–Yeongcheon Expressway ·
400/ Capital Region Second Ring Expressway ·
451/ Jungbu Naeryuk Expressway Branch ·
500/ Gwangju Ring Expressway ·
500/ Jungang Expressway Branch ·
600/ Busan Ring Expressway ·
700/ Daegu Ring Expressway ·